# آیواس
آیواس (به انگلیسی: Aiwass) نامی بود که آلیستر کراولی برای آگاهی بدون جسمی که کتاب شریعت را بر او وحی کرد استفاده نموده‌است. این موجود ماورایی سخنان خدایگان مصر باستان نوت، شیطان هدیت و راهورخوت را که طی یک ساعت در روزهای هشتم، نهم و دهم آوریل ۱۹۰۴ به آلیستر کراولی دیکته کرده‌است.
عدد آیواس برابر ۴۱۸ است.